# Északi víziteknős
Az északi víziteknős (Glyptemys insculpta) a teknősök (Testitudines) rendjébe, a mocsáriteknős-félék (Emydidae) családjába tartozó faj.

## Előfordulása
Az Amerikai Egyesült Államok és Kanada területén honos.

## Megjelenése
Testhossza 23 centiméter, testtömege 600-1000 gramm.
|  |